# 九五式艦上戰鬥機
九五式艦上戰鬥機是日本帝國海軍的艦載機，九O式艦上戰鬥機的改良型，由中島飛機研制。最大改動是更換中島光一型發動機。編號「A4N」。九五式是日本海軍最後的雙翼戰鬥機，也是最後由中島飛機研制的艦載戰鬥機。
九五式在1935年（皇紀2595年）被日軍採用，九五式以皇紀最後兩位數命名。

## 基本資料
- 全長：6.65米[1]
- 翼展：10米[1]
- 空重：1,307公斤
- 發動機：中島光一型氣冷式發動機（730匹馬力）
- 最快時速：352公里/小時
- 航程：850公里
- 昇限：7,740米
- 翼載：76公斤/平方米
- 爬昇能力：由平地到3000米高空需時3分30秒
- 武裝：機首兩挺7.7毫米口徑機槍

## 實戰

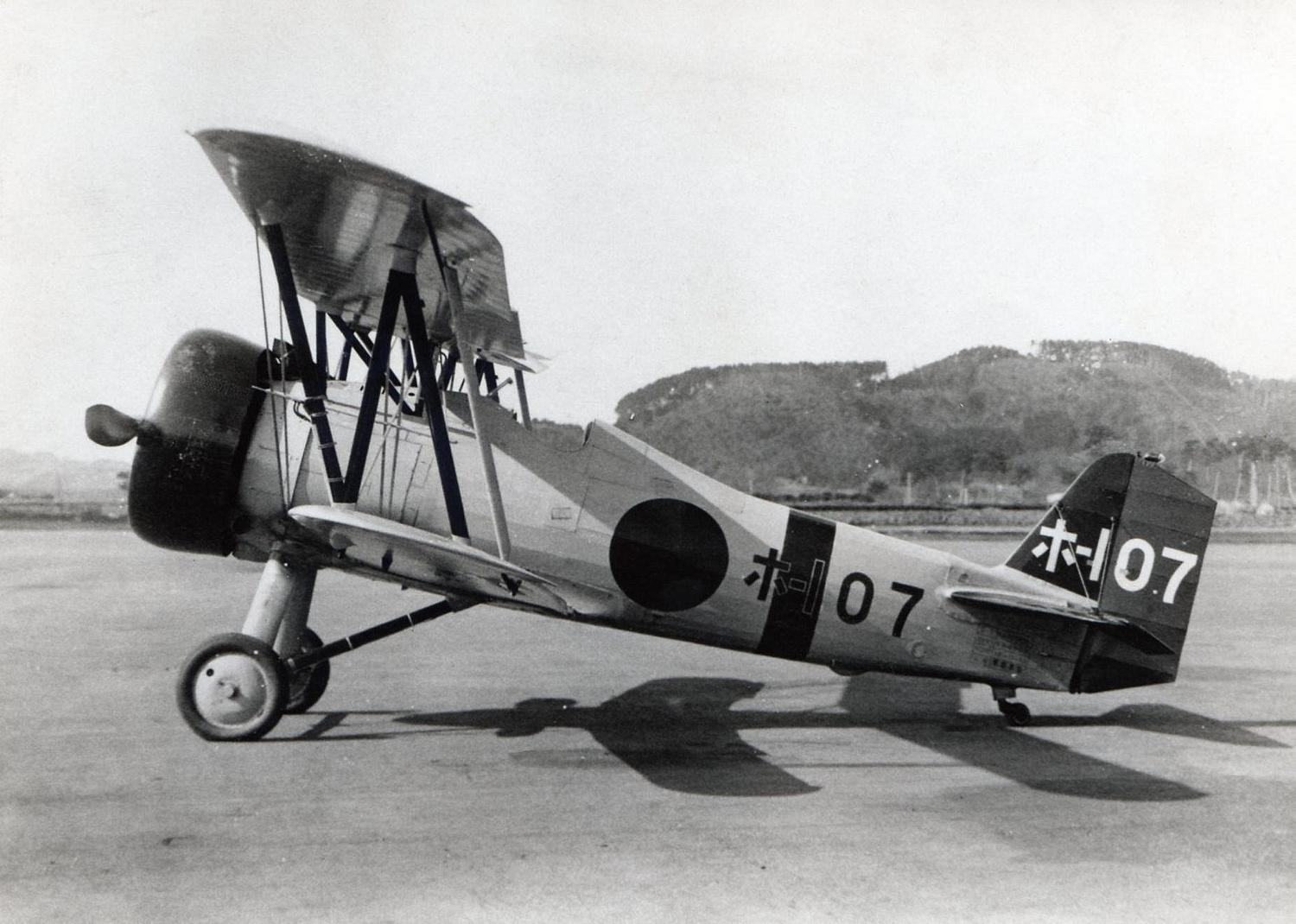
九五式艦上戰鬥機

九五式在1935年被日軍採用，但中島在生產發動機時有所延誤，延遲至1936年1月才交給部隊服役，這時三菱重工的九六式艦載戰鬥機已差不多完成，因此九五式作為海軍主力戰鬥機的時間不長。和九六式相比，兩者格鬥性能差不多但九六式卻更快，九五式和中國空軍主力的霍克三相比也處於劣勢。
中日戰爭爆發，日本航空母艦都未部署九五式，只有作為陸基戰鬥機配屬於第12和第15航空戰隊參加對上海和南京等地的空戰，到1937年底龍驤號航空母艦才配備24架九五式投入對山東和廣東的空戰，但九五式和中國戰機相比武裝與防禦貧弱，因此表現欠佳，唯一稱得上「見報戰果」是在1937年12月12日，9架九五式和另外15架日本海軍飛機聯手攻擊在長江的四艘船隻，其中兩艘船沉沒其餘嚴重受損，但這是美國船隻而非中國，事件造成三名美國人死亡43人受傷，有參與帕奈號事件的日軍飛行員都受到處分以平息美國人的憤怒。由1937年9月開始，九五式逐漸被九六式取代，之後九五式只作為教練機使用直至戰爭結束。

## 日本陸軍九五式戰鬥機

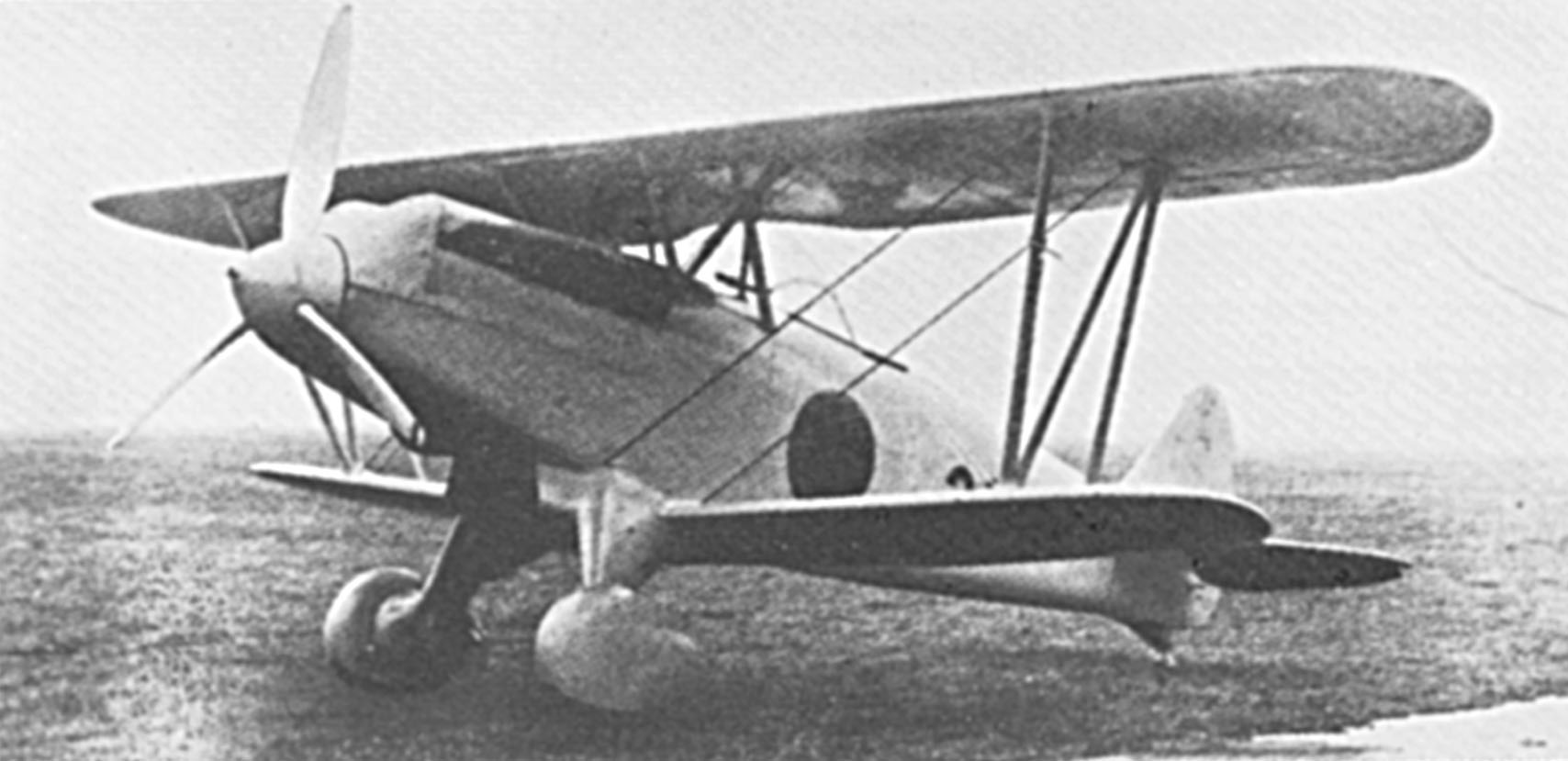
日本陸軍九五式戰鬥機

當時日軍有兩種九五式戰鬥機，另一種是陸軍的九五式戰鬥機，因為兩者都是在日本皇紀2595年（1935年）被採用。陸軍九五式是川崎重工的水冷式發動機戰鬥機，為了區分兩者，海軍的九五式要加上「艦上」兩字。